# Narutaru
Narutaru (なるたる?) è un manga scritto e disegnato da Mohiro Kitō, pubblicato sulla rivista giapponese Afternoon di Kōdansha. Per la pubblicazione in volumi l'autore ha voluto modificare pesantemente la regia delle tavole, rimontando sequenze, spezzando episodi, unendone altri, cambiandone l'ordine e arrivando addirittura a modificare vignette e dialoghi.
La serie racconta le vicissitudini della dodicenne Shiina Tamai, che mentre rischia di annegare viene salvata da una strana creatura dalla forma simile a una stella marina. Infatti, nel mondo di Narutaru esistono diverse di queste creature, tutte differenti fra loro e capaci di trasformarsi: sono chiamate "draghi", nonostante non abbiano nulla a che fare con il classico drago della mitologia. Nel corso della serie Shiina incontrerà altri ragazzi come lei accompagnati dai cuccioli di drago e, a differenza di lei, capaci di collegarsi telepaticamente ad essi. La ragazzina ribattezza l'essere Hoshimaru (letteralmente "Stellino") e si prepara alla sua nuova esistenza assieme al "cucciolo di drago", ancora ignara del sentiero di morte e di angoscia che questa situazione le aprirà.
Il titolo è un'abbreviazione della frase mukuro naru hoshi tama taru ko (骸なる星 珠たる子?), che significa "il dono prezioso a una ragazzina di una stella morente".

## Personaggi
- Shiina Tamai: Shiina è una ragazzina dodicenne che vive assieme al padre separato, pilota in una piccola compagnia aerea. Un giorno, mentre si trova al mare, fa un'immersione e trova una strana creatura sul fondale. Per l'emozione si deconcentra e rischia di annegare, ma l'essere riesce a salvarla. Shiina decide così di tenere con sé l'essere (all'insaputa del padre) e di ribattezzarlo Hoshimaru; con il passare del tempo ella incontrerà numerosi altri giovani accompagnati a strane creature, che però a differenza di lei sono in contatto psichico con esse. Si scoprirà verso il termine del manga che Hoshimaru è in realtà il drago di un altro personaggio, motivo per cui essa non poteva avere un contatto diretto con lui: il vero drago di Shiina è in realtà la Terra intera, cosa che si scopre quando un missile nucleare delle forze armate statunitensi la uccide nel tentativo di colpire un drago ribelle e lei misteriosamente "rinasce" pochi giorni dopo sulla spiaggia dell'isola dove vivono i suoi nonni. È doppiata da Asami Sanada.
- Akira Sakura: una coetanea di Shiina presentata come solitaria e psicologicamente fragile, situazione peggiorata dalle sue frequenti crisi che la rendono catatonica, in realtà causate dal collegamento mentale col suo cucciolo di drago En Soph (di aspetto simile a quello di Hoshimaru). Shiina è forse l'unica persona che riesce a sentire come amica. Si scoprirà in seguito che da piccola è stata violentata dal padre, che poi lei stessa ucciderà. Al termine del manga essa si suiciderà gettandosi dalla finestra dell'ospedale dove era stata ricoverata. È doppiata da Mamiko Noto.
- Takeo Tsurumaru: un giovane misterioso, apparentemente senza altri legami oltre all'amico Norio Koga, che aiuterà svariate volte Shiina e Akira. Si scopre al termine del manga che Hoshimaru è in realtà il suo drago, che aveva sfruttato per aiutare e proteggere Shiina. Nel manga viene coinvolto nella stessa esplosione nucleare che causa la morte di Shiina, subendo gli effetti dell'avvelenamento da radiazioni. Al termine della serie metterà incinta Shiina, che gli aveva dichiarato il suo amore, poco prima di essere ucciso da alcuni yakuza. È doppiato da Eiji Miyashita.
- Norio Koga: coinquilino di Tsurumaru, è un ragazzo omosessuale dalle fattezze effeminate che viene spesso scambiato per una ragazza. Ha l'hobby di creare sculture di draghi e tratta spesso con disprezzo le persone che lo circondano, tranne Tsurumaru e Shiina, la quale si trasferirà momentaneamente dai due. Norio ha un drago chiamato vagina dentata; quando egli verrà seviziato e ucciso brutalmente da una gang di malviventi che cercavano Tsurumaru, il suo drago morirà con lui, generando una sorta di feto che simboleggia il suo desiderio impossibile di avere un figlio da Tsurumaru. È doppiato da Koki Akaishi.
- Tomonori Komori: il primo personaggio con cui Shiina e Akira si scontrano. Creduto da tutti un ragazzo sensibile e premuroso, Komori ha in realtà la folle idea di ricreare la società civile da zero eliminando tutti coloro che non ritiene degni di vivere: viene inoltre implicato che sia stato lui a causare la morte (per inedia o altro) della madre malata, primo passo verso l'attuazione del piano. Possiede un cucciolo di drago chiamato Push Dagger, dall'aspetto che ricorda una lama. Viene ucciso da Hoshimaru e, nel manga, dopo la sua morte Push Dagger tenta di assorbirne il corpo per diventare una otohime, ovvero una sorta di divinità dei draghi che appare quando uno di essi fonde l'anima del portatore con il proprio corpo. Nella sua ultima apparizione nel manga lo si vede legato a un tavolo operatorio in un laboratorio sotterraneo, sottoposto ad interventi che tentano di fermare o perlomeno rallentare questo processo. È doppiato da Akira Ishida.
- Satomi Ozawa: una studentessa dell'esclusivo istituto Banda, che accoglie solo giovani dalla media scolastica alta, dal buon reddito e di bell'aspetto. Possiede il cucciolo di drago Amapola, dall'aspetto simile a un papavero, in grado fra le altre cose di sprigionare gas tossici. È doppiata da Kaori Tanaka.
- Bungo Takano: amico di Satomi (con cui è legato sentimentalmente in qualche modo) e di Tomonori, assieme alla ragazza indagherà sulla scomparsa di quest'ultimo. Il suo cucciolo di drago si chiama Hainuwele, e assomiglia a una figura femminile dotata di un paio d'ali (per questo verrà scambiato per un angelo da altri personaggi). Nel manga morirà insieme al suo cucciolo di drago, ucciso da un attacco kamikaze del padre di Shiina. È doppiato da Hisayoshi Suganuma.
- Misao Tamai: madre di Shiina, separata dal marito, è una dottoressa che fa parte di un organismo istituito da militari e altri tecnici per indagare sulle sempre più frequenti apparizioni di oggetti volanti non identificati. È doppiata da Chizuru Fuyuki.

## Elementi di controversia
Sebbene l'inizio rassicurante della vicenda raccontata, l'aspetto dei personaggi e l'assunto principale della storia (ragazzi che vivono assieme a strane creature) possano far pensare a una serie per bambini, Narutaru in realtà è una serie molto cruda che affronta argomenti quali violenza, bullismo, stupro, spesso anche in maniera graficamente realistica e brutale. In alcuni casi i giovani protagonisti, ad esempio, sfruttano i loro cuccioli di drago per causare morte e distruzione. Per questo motivo, il fumetto è stato bandito in diversi paesi del mondo, e in altri ha subito delle censure. In Francia, ad esempio, la casa editrice Glénat ha iniziato a pubblicare il manga di Narutaru nel 1999-2000, per interromperne la serializzazione dopo soli due numeri: ciò ha creato numerose polemiche tra gli appassionati, dubbiosi sia sulla mancata adozione di un divieto ai minorenni per questa serie, sia sul fatto che l'editore abbia dovuto ricorrere a questa mossa, come se avesse giudicato la serie solo dalla sua fase iniziale.
In altri paesi, come ad esempio negli Stati Uniti d'America (dove è nota come Shadow Star) e in Germania, la serie è stata pubblicata con alcune censure.

## Manga

### Edizione italiana
In Italia, Narutaru è pubblicato con lo stesso titolo da Star Comics. I Kappa boys hanno iniziato a pubblicarlo su Kappa Magazine n. 83, nel 1999. Dopo qualche episodio la pubblicazione ha iniziato ad essere problematica per via delle enormi differenze tra la versione su rivista e quella su volume. I Kappa Boys hanno poi deciso di attendere la pubblicazione in volumi; la serie è stata pubblicata per intero, per poi essere riproposta in albi monografici a partire dall'ottobre 2007, nella collana KM presenta. Già ai tempi della pubblicazione su Kappa Magazine, Narutaru aveva fatto guadagnare alla rivista la dicitura in copertina "per un pubblico maturo", conservata anche nella versione in volumetti.

## Anime
Nel 2003 è stato realizzato un anime di 13 episodi basato su questa serie: nonostante i contenuti analoghi al fumetto, l'anime è stato trasmesso sul canale satellitare dedicato ai ragazzi Kids Station e dotato di una sigla iniziale molto fuorviante nel suo aspetto volutamente infantile.
Sebbene le tematiche siano riprese in buona parte, l'anime ha un approccio meno violento e descrittivo del manga arrivando spesso a tagliare le scene di violenza cruda, stupro o sesso facendole sottintendere o a volte non riportandole del tutto.